# Inazuma Eleven 3
Inazuma Eleven 3 (イナズマイレブン3 世界への挑戦!! Inazuma Irebun 3: Sekai e no Chousen?, lit. «Inazuma Eleven 3: Desafío al mundial») es un videojuego de rol y deportes desarrollado y publicado originalmente por Level-5 para la consola Nintendo DS. Es la secuela de Inazuma Eleven 2 y el tercero cronológicamente de la franquicia Inazuma Eleven. Consta de tres ediciones: Rayo Celeste (スパーク Spark?) y Fuego Explosivo (ボンバー Bomber?) salieron a la venta el 1 de julio de 2010 en Japón, mientras que la última versión, ¡La Amenaza del Ogro! (ジ・オーガ The Ogre?), se lanzó el 16 de diciembre del mismo año. El 27 de diciembre de 2012 las tres versiones —junto con la primera y segunda entregas— se publicaron en el país nipón adaptadas para Nintendo 3DS en un solo cartucho. Las dos primeras ediciones llegaron a Europa disponibles únicamente para Nintendo 3DS y a un precio reducido el 27 de septiembre de 2013, en tanto que la tercera salió el 14 de febrero del año siguiente.
El argumento se sitúa tras los sucesos de Inazuma Eleven 2, y se centra en el paso del estudiante de secundaria y portero Mark Evans como capitán de la selección japonesa (llamada Inazuma Japón) por el torneo Fútbol Frontier Internacional, donde se medirán contra equipos de otras nacionalidades. Las principales diferencias entre las versiones radican en leves cambios en la historia y el acceso a distintos jugadores y plantillas exclusivas. Respecto al sistema de juego, este no varía en gran medida de las bases de la serie: partes de exploración y diálogo intercaladas por pachangas (enfrentamientos contra cuatro personajes) y partidos de fútbol, que combinan elementos clásicos de los videojuegos de rol con la simulación deportiva. Las mayores novedades del título consisten en la posibilidad de fichar a más de 2200 jugadores, el acceso a alrededor de 350 «supertécnicas» —habilidades especiales de carácter sobrenatural— y participar en partidos contra otras personas vía conexión local.
Todas las versiones recibieron reseñas mixtas: según el sitio web Metacritic, Inazuma Eleven 3 obtuvo una puntuación global del 70 %. La mayoría de los críticos coincidieron en que los puntos positivos son la cantidad de contenido que ofrece y el sistema de juego, basado en los videojuegos de rol clásicos complementado con el uso de la pantalla táctil de la consola. Entre los aspectos negativos se mencionaron las pocas novedades respecto a sus predecesores, la falta de características propias de la Nintendo 3DS en su adaptación y sus gráficos desactualizados. En cuanto a su recepción comercial, Rayo Celeste y Fuego Explosivo lideraron la lista de ventas en Japón con más de medio millón de copias saldadas durante las primeras semanas de su lanzamiento.

## Modo de juego
Inazuma Eleven 3 presenta una combinación de características de videojuegos de deporte con los títulos de rol clásicos: gestión de equipos, subida de niveles mediante puntos de experiencia y diferentes atributos para cada personaje. Al igual que en entregas anteriores, la mecánica principal reside en los partidos de fútbol de once jugadores contra once, con una duración de diez minutos —cinco minutos cada parte—. Los encuentros aleatorios típicos del rol se ven reflejados en las pachangas, de alrededor de un minuto, donde participan cuatro miembros de cada bando. Estas tienen varios objetivos, desde marcar el primer gol hasta robar el balón al rival o mantener la posesión; al vencer se obtienen puntos de experiencia y objetos. Durante partidos y pachangas, el usuario hace uso de la pantalla táctil de la consola para interactuar con los miembros del equipo trazando con una línea su movimiento, acercándose así al género de rol de acción en tiempo real. Con el balón en posesión, al pulsar sobre el campo se indica a donde la pelota debe dirigirse, ya sea para un pase o bien para un tiro a portería.

Cuando dos o más jugadores rivales se encuentran (o se dispara a portería), el tiempo se detiene para dar paso a una pantalla de «batalla» donde se elige entre tres opciones: la estrategia de la izquierda (esquivar, regate, bloqueo o carga) es menos efectiva, pero mejora el control del balón, mientras que con la de la derecha (rebasar o segada) sucede lo contrario. La opción central permite escoger una «supertécnica», que son movimientos especiales que aportan un elemento fantasioso a la franquicia. Estas animaciones presentan un modelado 3D poligonal en la pantalla superior de la consola, en tanto que la inferior, donde se desarrolla la mayor parte del juego, cuenta con sprites en proyección isométrica. Cada personaje puede aprender hasta seis técnicas —cuatro de ellas al subir de nivel y dos con cuadernos que las enseñan—, que al utilizarse consumen «puntos de técnica» (PT); de forma similar, durante los encuentros se gastan «puntos de esfuerzo» (PE), que al disminuir ralentizan al futbolista. Tanto los miembros como las técnicas se adhieren a una afinidad que tiene ventaja sobre otra: «Aire», «Bosque», «Fuego» o «Montaña». Por ejemplo, si un usuario de «Bosque» tiene una batalla contra uno de «Aire», tendrá mayor probabilidad de vencer, así como si ejecuta una «supertécnica» de su mismo elemento.
Los sistemas de partidos y encuentros aleatorios se intercalan con diálogos y zonas de exploración. En las diferentes áreas de Inazuma Eleven 3 se reparten cofres que contienen objetos o «puntos de pasión» (la moneda del juego), tiendas donde abastecerse y entrenamientos especiales, que sirven para mejorar atributos específicos (como el aguante o el físico). En estas el equipo protagonista también busca ciertos personajes u objetivos a cumplir siguiendo la narrativa. Otro aspecto relevante del modo de juego es el mapa de contactos y el sistema de fichajes, mediante el cual es posible reclutar a jugadores a los que el usuario haya enfrentado, o bien mediante unas fichas canjeables en diferentes máquinas expendedoras.

### Nuevas características
Inazuma Eleven 3 sigue en gran medida el esquema narrativo y el sistema de juego de sus predecesores. Respecto a la anterior entrega, aumenta el número de jugadores disponibles de unos 1500 a más de 2200, y se incrementa el número de «supertécnicas» hasta las 350. Dentro de los partidos se introdujeron las «supertácticas», técnicas ofensivas o defensivas que involucran al equipo completo, a diferencia de las «supertécnicas», que presentan de uno a tres jugadores. A su vez, se añadieron los «tiros encadenados», que permiten que distintos futbolistas disparen de forma consecutiva en una misma jugada, lo que aumenta la potencia del chut. Para el sistema de fichajes se creó la nueva característica de fichas canjeables en máquinas expendedoras repartidas a lo largo de las áreas del título. Una de las novedades incluye la conexión multijugador en red local inalámbrica, lo que posibilita enfrentamientos de hasta cuatro personas y el intercambio de personajes.

### Conectividad
Pese a que no cuenta con modo multijugador en línea, la entrega permite la conexión de hasta cuatro personas —con consolas y cartuchos diferentes— para enfrentarse mediante la conexión local. Del mismo modo, dos usuarios pueden competir en modo cooperativo contra otros dos o contra los equipos de la cadena extra de partidos. También es posible intercambiar jugadores, algunos de los cuales son exclusivos de cada versión, así como traspasarlos desde la precuela para Nintendo DS. La adaptación de Inazuma Eleven 3 a Nintendo 3DS utiliza ciertas características de esta consola: con SpotPass se reciben notificaciones que dan pie a obtener futbolistas o artículos adicionales y con StreetPass se puede desafiar a personas cercanas. Tanto Rayo Celeste como Fuego Explosivo son compatibles entre sí, mientras que ¡La Amenaza del Ogro! establece conexión con estas dos ediciones mediante la «conexión especial Ogro», que a su vez da la opción de reclutar personajes especiales y conseguir objetos que no se obtienen durante el desarrollo de la trama.

## Argumento
| Selección rival     | País           |
| ------------------- | -------------- |
| Big Waves           | Australia      |
| Leones del Desierto | Catar          |
| Dragones de Fuego   | Corea del Sur  |
| Knights of Queen    | Inglaterra     |
| Los Emperadores     | Argentina      |
| Unicorn             | Estados Unidos |
| Orfeo               | Italia         |
| Os Reis             | Brasil         |
| Pequeños Gigantes   | Costail        |

El videojuego se estructura en capítulos, entre los que se resume en imágenes el contenido del siguiente. La trama se sitúa tras finalizar los eventos de Inazuma Eleven 2 y la derrota de la Academia Alius. En esta ocasión, el Instituto Raimon (donde estudian los protagonistas en las precuelas) da cabida a la selección de jugadores para participar representando a Japón en el nuevo torneo Fútbol Frontier Internacional (FFI). El equipo nipón, bautizado Inazuma Japón, reúne personajes inéditos y miembros del Raimon de entregas anteriores, así como rivales de plantillas que fueron antagonistas, como la Academia Alius y la Royal Academy Redux. Al igual que en los títulos pasados, el portero Mark Evans (Mamoru Endō en la adaptación original) es el encargado de capitanear el equipo.
Tras afrontar los partidos contra Australia, Catar y Corea del Sur de la fase de clasificación asiática en el archipiélago, el Inazuma Japón viaja hasta la ficticia Isla Liocott, donde se celebra la fase final. Las reglas del campeonato establecen el grupo A y B, con cinco selecciones cada uno; las dos de cada grupo que consigan más puntos (tres por victoria, uno por empate) avanzan hasta la semifinal. De este modo, los protagonistas se enfrentan contra Inglaterra, Argentina, Estados Unidos e Italia. Una vez superados los encuentros, el Inazuma Japón desvela los planes del antagonista, Zoolan Rice, antes de participar en la semifinal contra la selección brasileña. Finalmente, y tras desmantelar de forma definitiva los designios del villano, los japoneses juegan en la final con Costail —un país africano ficticio—, capitaneado por el portero Héctor Helio y entrenado por el abuelo de Mark, David Evans. Al vencer aparecen los créditos finales del videojuego, dando fin a la historia principal. Tras el final se desbloquean cadenas de partidos y se posibilita fichar personajes que participaron en el FFI. En Inazuma Eleven 3: ¡La Amenaza del Ogro!, a diferencia de las otras versiones, la trama narra la llegada de Canon Evans, bisnieto del protagonista, desde ochenta años en el futuro para impedir que el equipo Ogro elimine el fútbol derrotando al Inazuma Japón.

## Desarrollo y lanzamiento

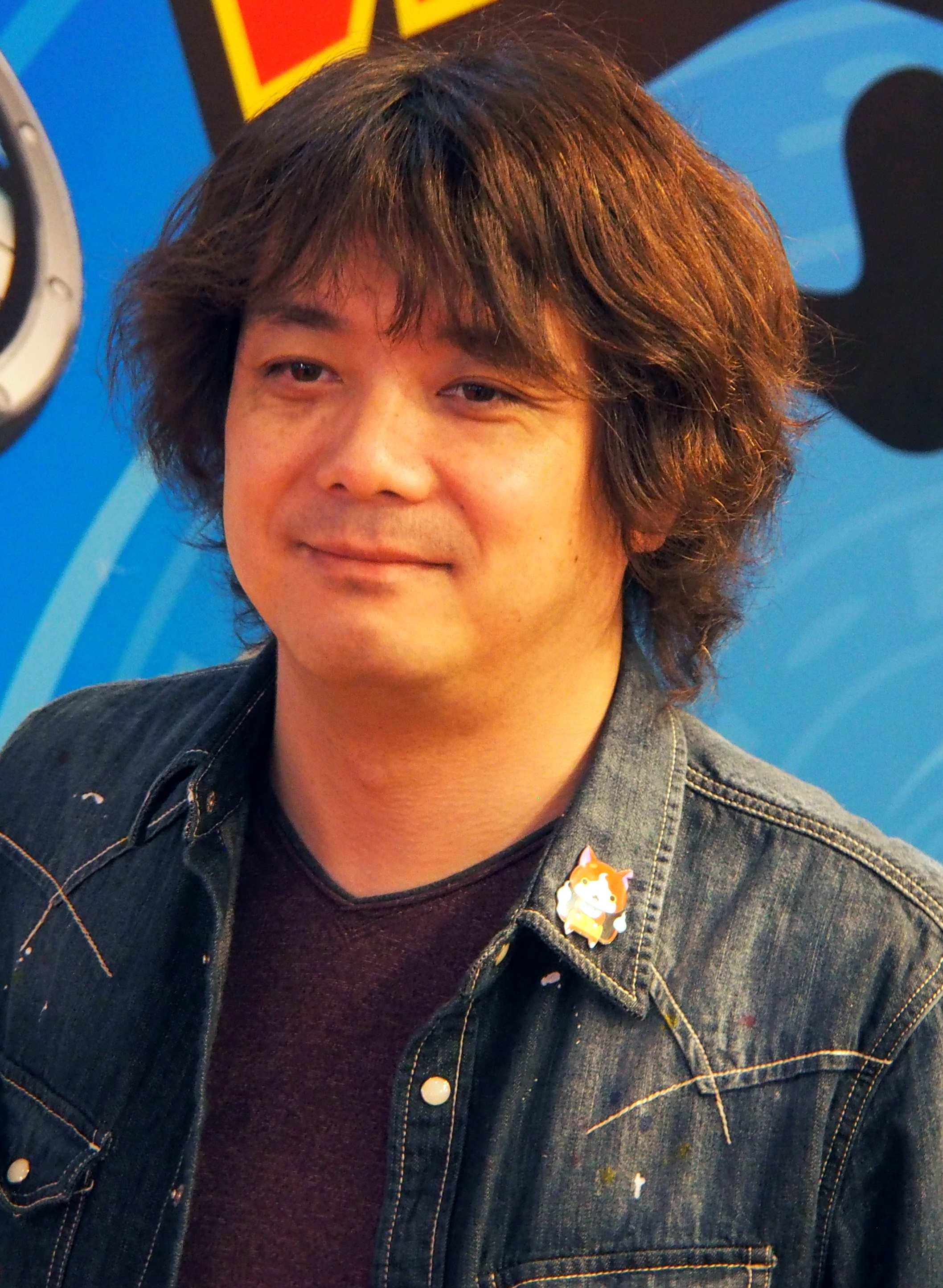
Akihiro Hino, productor del juego.

La desarrolladora japonesa Level-5 anunció el 15 de febrero de 2010 que estaba produciendo Inazuma Eleven 3, titulado en dicho país «Challenge to the World». Días antes del lanzamiento, la empresa organizó el 27 de junio en el Foro Internacional de Tokio un festival en agradecimiento a los seguidores de la franquicia. El director del mapeado, Hidenobu Sasaki, y el productor, Akihiro Hino, explicaron algunas novedades, como los tiros encadenados y las «supertácticas». Sasaki comentó que estuvo «trabajando en el nuevo sistema de juego desde la fase final del desarrollo», y añadió que «aún no está terminado» alegando el «volumen» del contenido. Trabajadores de Level-5 declararon que la inclusión de más de 2200 jugadores, 350 técnicas especiales y 130 equipos superó sus objetivos iniciales. Durante el evento también se mostraron las dos canciones introductorias de las versiones japonesas de Rayo Celeste y Fuego Explosivo: «GOOD Kita» (GOODキター！?) y «Genki ni Nariiyo!» (元気になリーヨ！?), interpretadas por T-Pistonz+KMC. Antes de la publicación de las entregas, el estudio informó de que donaría once yenes por cada copia vendida para el proyecto «11 for Africa», dirigido por el ex seleccionado nipón Hidetoshi Nakata y en colaboración con Unicef Japón, con el objetivo de donar balones de fútbol para niños sudafricanos.
En Japón, las dos primeras versiones, Spark (スパーク?) y Bomber (ボンバー?), llegaron al mercado el 1 de julio de 2010 para la Nintendo DS, en tanto que la edición The Ogre (ジ・オーガ?) se lanzó el 16 de diciembre del mismo año, de forma que coincidiera con el estreno de Inazuma Eleven: La Película. De forma exclusiva en el país también se publicó Inazuma Eleven 1･2･3!! Endou Mamoru Densetsu el 27 de diciembre de 2012, una recopilación que incluye todas las variantes de Inazuma Eleven 3. Tres años después del original, el 27 de septiembre de 2013 se remasterizaron para Nintendo 3DS Rayo Celeste y Fuego Explosivo en Europa; ¡La Amenaza del Ogro! salió a la venta el 14 de febrero de 2014.

## Versiones
Inazuma Eleven 3 cuenta con tres ediciones: Rayo Celeste, Fuego Explosivo y ¡La Amenaza del Ogro!, siendo las dos primeras lanzadas a la vez. Pese a que todas comparten gran parte del contenido, presentan personajes únicos y algunas diferencias:
- Rayo Celeste: profundiza en la historia de Paolo Bianchi y la selección italiana, Orfeo. El Sky Team es la plantilla rival exclusiva de esta edición.
- Fuego Explosivo: se centra en Héctor Helio, el capitán de la selección de Costail, Los Pequeños Gigantes. Los antagonistas de la versión son los miembros del Dark Team.
- ¡La Amenaza del Ogro!: lanzada meses después de las dos previas, tras la emisión de la película en la que está basada: Inazuma Eleven: La Película. Esta versión cuenta la historia de Canon Evans, y la mayor diferencia con respecto a los otros dos juegos es la aparición del equipo Ogro y su influencia en los acontecimientos de la trama, que difiere del filme mencionado. También es posible enfrentar al Ángel Oscuro, un equipo que combina jugadores del Sky Team y Dark Team.[37][38]

Las adaptaciones para Nintendo 3DS de este título incluyen los juegos del mercado europeo, vendidos por separado, y la recopilación japonesa Inazuma Eleven 1･2･3!! Endou Mamoru Densetsu —que además añade las dos precuelas—. En esta consola, la pantalla superior muestra 3D estereoscópico y un formato mayor al original, de 16:9. Ambas pantallas presentan también un reescalado en la resolución.

## Recepción

### Comercial
Las tres ediciones del videojuego habían encabezado la lista de ventas japonesas de Media Create durante la primera semana al distribuir más de medio millón de copias. Pese a tener un menor volumen de compras en comparación con las precuelas —debido al menor público de Nintendo 3DS—, en España la edición ¡La Amenaza del Ogro! lideró la venta de videojuegos en el mes de febrero. A fecha de 2019, las versiones japonesas Spark y Bomber saldaron un total de 1.1 millones de copias de forma conjunta. En cuanto a The Ogre, desde su lanzamiento hasta el 2 de enero de 2011 acumuló 338 000 unidades.

### Crítica
De acuerdo al sitio web agregador de reseñas Metacritic, Fuego Explosivo y Rayo Celeste obtuvieron una puntuación media de 72 sobre 100. Como aspecto positivo de estas dos primeras versiones, Eurogamer España calificó la cantidad de contenido como «insaciable» y que «podría durar meses». Otro punto aclamado fue el sistema de juego durante los partidos: para Meristation presenta «una buena experiencia JRPG combinada con algunos elementos de fútbol» y llamó al título «bueno y divertido»; el sitio web Everyeye.it coincidió con lo anterior y añadió que ambas cuentan con un «modo de juego bien diseñado». Sin embargo, aunque Eurogamer Portugal explicó que la mecánica está «bien lograda», también destacó que «las novedades no abundan precisamente» y que «sigue estando muy cerca de la versión anterior [Inazuma Eleven 2]». Thomas Whitehead de Nintendo Life elogió «su impresionante nivel de diseño», pero agregó que no aportaron suficiente valor de juego para justificar una actualización en la franquicia. Desde Hobby Consolas, el análisis de Roberto J.R. Anderson comenta que Inazuma Eleven 3 (refiriéndose a sus primeras ediciones) se trata de «un juego divertido como pocos y un gran final para la trilogía original», a pesar de que «jugablemente aporta pocas novedades a lo que nos ofrecieron los dos primeros», terminando con «que sale a un precio más bajo de lo habitual, lo cual compensa el hecho de ser una adaptación de DS».
La narrativa de ambas versiones de Inazuma Eleven 3 obtuvo una acogida mixta: mientras que Godisageek.com criticó que «no logra atraer el interés y está bastante mal escrita» —aclarando que es «resultado de una mala traducción»—, para IGN «el argumento da un paso de gigante con respecto a las dos entregas anteriores», a la vez que prefirió su historia sobre la de Inazuma Eleven 2. Al ser un título original de la generación anterior a la Nintendo 3DS, las reseñas occidentales generalmente recibieron los gráficos de forma negativa. XGN sugirió que no presenta «mejoras técnicas», a su vez que Nintendo World Report opinó que «con las animaciones poligonales de los ataques especiales, puedes ver claramente qué tan anticuados están los gráficos». Además sugirió que, pese a que lucen mejor, los sprites no se distinguen entre sí fácilmente. En cambio, IGN no se decepcionó por la falta de innovación a nivel visual, afirmando que «en su apariencia de RPG pixelado reside parte de su genuino encanto».
En cuanto a las reseñas de ¡La Amenaza del Ogro!, según Metacritic puntuó, en comparación, con un menor 70. Los críticos coincidieron en gran medida en que esta entrega no contó con suficientes novedades respecto a las versiones anteriores; FNintendo.net afirmó que, para los usuarios que adquirieron Rayo Celeste o Fuego Explosivo, «su nuevo contenido no es lo suficientemente innovador como para justificar su compra».